# Doussay
Doussay és un municipi francès situat al departament de la Viena i a la regió de la Nova Aquitània. L'any 2007 tenia 598 habitants.

## Demografia

### Població
El 2007 la població de fet de Doussay era de 598 persones. Hi havia 244 famílies de les quals 72 eren unipersonals (36 homes vivint sols i 36 dones vivint soles), 80 parelles sense fills, 80 parelles amb fills i 12 famílies monoparentals amb fills.
La població ha evolucionat segons el següent gràfic:
Habitants censats

### Habitatges
El 2007 hi havia 298 habitatges, 256 eren l'habitatge principal de la família, 21 eren segones residències i 21 estaven desocupats. 294 eren cases i 3 eren apartaments. Dels 256 habitatges principals, 202 estaven ocupats pels seus propietaris, 43 estaven llogats i ocupats pels llogaters i 11 estaven cedits a títol gratuït; 14 tenien dues cambres, 56 en tenien tres, 80 en tenien quatre i 106 en tenien cinc o més. 171 habitatges disposaven pel capbaix d'una plaça de pàrquing. A 100 habitatges hi havia un automòbil i a 124 n'hi havia dos o més.

### Piràmide de població
La piràmide de població per edats i sexe el 2009 era:
| Homes | Edats   | Dones |
| ----- | ------- | ----- |
| 0     | 95 o +  | 0     |
| 0     | 90 a 94 | 0     |
| 0     | 85 a 89 | 8     |
| 0     | 80 a 84 | 4     |
| 12    | 75 a 79 | 4     |
| 24    | 70 a 74 | 12    |
| 4     | 65 a 69 | 16    |
| 16    | 60 a 64 | 28    |
| 20    | 55 a 59 | 0     |
| 8     | 50 a 54 | 16    |
| 8     | 45 a 49 | 4     |
| 24    | 40 a 44 | 12    |
| 28    | 35 a 39 | 16    |
| 32    | 30 a 34 | 20    |
| 20    | 25 a 29 | 40    |
| 8     | 20 a 24 | 12    |
| 24    | 15 a 19 | 4     |
| 8     | 10 a 14 | 28    |
| 12    | 5 a 9   | 16    |
| 16    | 0 a 4   | 24    |

## Economia
El 2007 la població en edat de treballar era de 373 persones, 277 eren actives i 96 eren inactives. De les 277 persones actives 245 estaven ocupades (149 homes i 96 dones) i 32 estaven aturades (15 homes i 17 dones). De les 96 persones inactives 32 estaven jubilades, 22 estaven estudiant i 42 estaven classificades com a «altres inactius».

### Ingressos
El 2009 a Doussay hi havia 261 unitats fiscals que integraven 615,5 persones, la mediana anual d'ingressos fiscals per persona era de 15.153 €.

### Activitats econòmiques
Dels 19 establiments que hi havia el 2007, 1 era d'una empresa extractiva, 5 d'empreses de construcció, 4 d'empreses de comerç i reparació d'automòbils, 2 d'empreses d'hostatgeria i restauració, 1 d'una empresa financera, 2 d'empreses immobiliàries, 3 d'empreses de serveis i 1 d'una empresa classificada com a «altres activitats de serveis».
Dels 6 establiments de servei als particulars que hi havia el 2009, 2 eren fusteries, 2 electricistes, 1 restaurant i 1 agència immobiliària.
L'any 2000 a Doussay hi havia 26 explotacions agrícoles que ocupaven un total de 1.410 hectàrees.

## Equipaments sanitaris i escolars
El 2009 hi havia una escola elemental integrada dins d'un grup escolar amb les comunes properes formant una escola dispersa.

## Poblacions més properes
El següent diagrama mostra les poblacions més properes.